# Kiln Burn (Liddel Water)
Der Kiln Burn ist ein Wasserlauf in den Scottish Borders, Schottland. Er entsteht westlich der Foulmire Heights und fließt in westlicher Richtung bis zu seiner Mündung in das Liddel Water westlich des Weilers Burnmouth Farm.